# Enrique Díaz
Enrique Díaz Rocha (Lima, 19 de agosto de 1967) é um diretor e ator peruano-brasileiro.

## Biografia
Nasceu no Peru, filho da tradutora brasileira Maria Cândida Rocha com o agrônomo e diplomata paraguaio, Juan Díaz Bordenave. Tem cinco irmãos, sendo um deles o ator Chico Díaz.
Foi um dos fundadores da Companhia dos Atores, que dirigiu desde 1990 até 2012.
Em 1983 estreou na televisão na Rede Globo num episódio do Caso Especial interpretou o Hugo, um dos amigos de Flávio, interpretado por Flávio Guarnieri, Depois de 7 anos afastado da TV, Volta em 1990 na Rede Manchete numa participação especial em Pantanal no papel de Chico, filho do Gil e da Maria Marruá que morria de forma trágica. Em 2022, atuou no remake Pantanal produzido pela Rede Globo, dessa vez no papel do pai, Gil, um homem simples e analfabeto, casado com Maria Marruá, interpretada por Juliana Paes. Gil comete um crime que o leva a fugir para o Pantanal ao lado de Maria, onde tenta reconstruir sua vida. Após a participação na novela, integra o elenco da novela das 18h, Mar do Sertão, como Timbó, personagem inspirado em Antônio Conselheiro, líder religioso que reuniu milhares de seguidores na Bahia e esteve à frente da resistência na Guerra de Canudos. Ao passo que no teatro, Enrique dirige com Márcio Abreu a peça O Espectador Condenado à Morte protagonizada por Marieta Severo, Renata Sorrah, Andrea Beltrão e Ana Baird, a peça marca a reabertura das salas do Teatro Poeira, em Botafogo.
Em 2024, fez duas novelas em seguidas, Em uma participação em Renascer onde interpretou o coronel Firmino, Depois em Volta por Cima interpretou o bicheiro Gerson, que fazia parte da guerra do jogo do bicho entre o poder. Em 2025, volta às novelas em Três  Graças interpretando o pastor Albérico.

## Vida Pessoal
Foi casado com Mariana Lima, com quem teve duas filhas (Elena e Antonia). Em 2024, após 25 anos juntos, terminaram o relacionamento.

## Filmografia

### Televisão
| Ano     | Título                                   | Personagem                            | Nota(s)                                 |
| ------- | ---------------------------------------- | ------------------------------------- | --------------------------------------- |
| 1983    | Caso Especial                            | Hugo                                  | Episódio: "O Reencontro"                |
| 1990    | Pantanal                                 | Chico Marruá                          | Episódios: "27–31 de março"             |
| 1990    | Desejo                                   | Amigo de Quidinho                     | Episódio: "27 de maio"                  |
| 1992    | Anos Rebeldes                            | Pedro                                 | Episódio: "14 de agosto"                |
| 1992    | Você Decide                              | Duda                                  | Episódio: "Mamãe Coragem"               |
| 1995    | Irmãos Coragem                           | Castro                                | Episódio: "2 de janeiro"                |
| 1995    | A Comédia da Vida Privada                | Jander                                | Episódio: "Pais e Filhos"               |
| 1995    | A Comédia da Vida Privada                | Varum                                 | Episódio: "Mãe é Mãe"                   |
| 1995    | Engraçadinha: Seus Amores e Seus Pecados | Rolinha                               |                                         |
| 1999    | O Auto da Compadecida                    | Cangaceiro                            |                                         |
| 1999    | Louca Paixão                             | Advogado de Vera                      | Episódios: "2–3 de maio"                |
| 1999    | Zorra Total                              | Geraldo                               | Episódio: "6 de maio"                   |
| 2000    | A Muralha                                | Aimbé                                 |                                         |
| 2002    | A Grande Família                         | Ferrugem                              | Episódio: "Genro Não é Parente"         |
| 2003    | A Grande Família                         | Ferrugem                              | Episódio: "Isso é Ciúme de Você"        |
| 2006    | Linha Direta                             | Juan Carlos Hernandez                 | Episódio: "O Roubo da Taça Jules Rimet" |
| 2006–09 | Filhos do Carnaval                       | Cláudio Gebara                        |                                         |
| 2008    | Casos e Acasos                           | Caetano                               | Episódio: "O Beijo"                     |
| 2008    | Casos e Acasos                           | Fred                                  | Episódio: "A Escolha"                   |
| 2010    | O Relógio da Aventura                    | Imperador Otávio Augusto              | Especial de fim de ano                  |
| 2011    | A Grande Família                         | Gomes                                 | Episódio: "O Natal da Grande Faminta"   |
| 2011    | Cordel Encantado                         | Eusébio Bezerra                       |                                         |
| 2012    | Cheias de Charme                         | Delegado Pedreira                     | Episódio: "13 de agosto"                |
| 2013–14 | 3 Teresas                                | Rodrigo Mello (Ringo)                 |                                         |
| 2015    | Felizes para Sempre?                     | Cláudio Vaz Drummond                  |                                         |
| 2016    | Justiça                                  | Douglas                               |                                         |
| 2018    | Treze Dias Longe do Sol                  | Newton da Nóbrega                     |                                         |
| 2018    | Onde Nascem os Fortes                    | Plínio                                |                                         |
| 2018–19 | O Mecanismo                              | Roberto Ibrahim                       |                                         |
| 2019–21 | Amor de Mãe                              | Durval Barbosa                        |                                         |
| 2020    | Diário de Um Confinado                   | Wagner                                | Episódio: "Festinha"                    |
| 2022    | Pantanal                                 | Gil Marruá                            | Episódios: "28 de março–7 de abril"     |
| 2022–23 | Mar do Sertão                            | Francisco Itamar Miroel Timbó (Timbó) |                                         |
| 2024    | Renascer                                 | Coronel Firmino                       | Episódios: "22–30 de janeiro"           |
| 2024    | Dança dos Famosos                        | Participante                          | Temporada 21                            |
| 2024    | No Rancho Fundo                          | Francisco Itamar Miroel Timbó (Timbó) | Episódios: "24–30 de outubro"           |
| 2024–25 | Volta por Cima                           | Gerson Barros                         |                                         |
| 2025    | Reencarne                                | Doutor Feliciano                      |                                         |
| 2025–26 | Três Graças                              | Albérico                              |                                         |

### Como diretor
| Ano  | Título          | Nota(s) |
| ---- | --------------- | ------- |
| 2013 | Joia Rara       | novela  |
| 2015 | A Regra do Jogo | novela  |

### Cinema
| Ano  | Título                     | Personagem       | Nota(s)        |
| ---- | -------------------------- | ---------------- | -------------- |
| 1985 | Urubus e Papagaios         |                  |                |
| 1988 | Mistério no Colégio Brasil |                  |                |
| 1990 | O Quinto Macaco            | Mineiro          |                |
| 1994 | Lamarca                    | Motorista da van |                |
| 1996 | Como Nascem os Anjos       | Camarão          |                |
| 1998 | Kenoma                     | Jonas            |                |
| 1999 | Outras Estórias            |                  |                |
| 2000 | O Auto da Compadecida      | Cangaceiro       |                |
| 2002 | As Três Marias             | Zé das Cobras    |                |
| 2002 | A Janela Aberta            | Homem            | Curta-metragem |
| 2003 | Carandiru                  | Gilson           |                |
| 2003 | A Espera                   | Kico             | Curta-metragem |
| 2004 | Redentor                   | Morais           |                |
| 2005 | Casa de Areia              | Luís - 1919      |                |
| 2005 | Bendito Fruto              | Auê              |                |
| 2012 | Noite de Reis              | Jorge            |                |
| 2013 | Mato sem Cachorro          | Fernando         |                |
| 2014 | Não Pare na Pista          | Pedro Coelho     |                |
| 2015 | Som Guia                   | Arthur           | Curta-metragem |
| 2016 | Em nome da Lei             | Gomes            |                |
| 2023 | Capitu e o Capítulo        | Casmurro         |                |
| 2024 | Dona Lurdes - O Filme      | Durval Barbosa   |                |
| 2024 | O Auto da Compadecida 2    | Joaquim Brejeiro |                |

## Teatro
| Ano     | Título                           |
| ------- | -------------------------------- |
| 1984    | O Dragão Verde                   |
| 1985    | Linguagem do Silêncio            |
| 1986    | Os Melhores Anos de Nossas Vidas |
| Woyzeck |                                  |
| 1988    | A Estrela do Lar                 |
| 1997    | Tristão e Isolda                 |
| 2013    | Cine Monstro                     |

### Como diretor
| Ano  | Título                                          |
| ---- | ----------------------------------------------- |
| 1988 | Rua Cordelier, Tempo e Morte de Jean Paul Marat |
| 1990 | A Bao A Qu - Um Lance de Dados                  |
| 1992 | A Morta                                         |
| 1993 | Só Eles Sabem                                   |
| 1995 | Melodrama                                       |
| 1998 | Cobaias de Satã                                 |
| 1999 | As Três Irmãs                                   |
| 2000 | O Rei da Vela                                   |
| 2002 | A Paixão Segundo G.H.                           |
| 2004 | Ensaio. Hamlet.                                 |
| 2004 | Notícias Cariocas                               |
| 2007 | O Bem Amado                                     |
| 2010 | In On It                                        |
| 2012 | A Primeira Vista                                |
| 2022 | O Espectador Condenado à Morte                  |

## Prêmios e indicações
| Ano  | Prêmio                                        | Categoria                                     | Indicação                          | Resultado |
| ---- | --------------------------------------------- | --------------------------------------------- | ---------------------------------- | --------- |
| 1984 | Prêmio Mambembe                               | Melhor Ator                                   | O Dragão Verde                     | Venceu    |
| 1991 | Prêmio Molière                                | Melhor Diretor                                | A Bao a Qu (Um Lance de Dados)     | Venceu    |
| 1995 | Prêmio Shell de Teatro                        | Melhor Diretor                                | Melodrama                          | Venceu    |
| 1996 | Troféu Mambembe                               | Melhor Diretor                                | Melodrama                          | Venceu    |
| 1996 | Prêmio Sharp de Teatro                        | Melhor Diretor                                | Melodrama                          | Venceu    |
| 1996 | Prêmio APETESP                                | Melhor Ator                                   | Melodrama                          | Venceu    |
| 2003 | Prêmio APCA de Teatro                         | Melhor Espetáculo                             | A Paixão Segundo G.H.              | Venceu    |
| 2004 | Festival Internacional de Cinema de Cartagena | Melhor Ator Coadjuvante (com elenco)          | Carandiru                          | Venceu    |
| 2004 | Prêmio Qualidade Brasil - RJ                  | Melhor Espetáculo Comédia (com Ivan Sugahara) | Noticias Cariocas                  | Venceu    |
| 2004 | Prêmio Qualidade Brasil - RJ                  | Melhor Diretor Teatral Comédia                | Noticias Cariocas                  | Venceu    |
| 2004 | Prêmio Qualidade Brasil - RJ                  | Melhor Espetáculo Drama                       | Ensaio.Hamlet                      | Venceu    |
| 2004 | Prêmio Qualidade Brasil - RJ                  | Melhor Diretor Teatral Drama                  | Ensaio.Hamlet                      | Venceu    |
| 2004 | Prêmio APCA de Teatro                         | Melhor Espetáculo                             | Ensaio.Hamlet                      | Venceu    |
| 2004 | Prêmio Shell de Teatro                        | Direção                                       | Ensaio.Hamlet                      | Venceu    |
| 2005 | Associação Francesa de Críticos               | Melhor Espetáculo Estrangeiro                 | Ensaio.Hamlet                      | Venceu    |
| 2007 | Prêmio Bravo! Prime de Cultura                | Teatro                                        | Gaivota - Tema para um Conto Curto | Venceu    |
| 2007 | Prêmio Qualidade Brasil - SP                  | Melhor Espetáculo Teatral Drama               | Gaivota - Tema para um Conto Curto | Indicado  |
| 2007 | Prêmio Qualidade Brasil - SP                  | Melhor Direção Teatral Drama                  | Gaivota - Tema para um Conto Curto | Indicado  |
| 2007 | Prêmio Qualidade Brasil - RJ                  | Melhor Espetáculo Teatral Comédia             | O Bem Amado                        | Indicado  |
| 2007 | Prêmio Qualidade Brasil - RJ                  | Melhor Direção Teatral Comédia                | O Bem Amado                        | Indicado  |
| 2009 | Prêmio Qualidade Brasil                       | Melhor Espetáculo Teatral Drama               | In on It                           | Indicado  |
| 2009 | Prêmio Qualidade Brasil                       | Melhor Direção Teatral Drama                  | In on It                           | Venceu    |
| 2009 | Prêmio Contigo! de Teatro                     | Melhor Espetáculo Drama                       | In on It                           | Indicado  |
| 2010 | Prêmio APTR                                   | Melhor Espetáculo                             | In on It                           | Venceu    |
| 2010 | Prêmio APTR                                   | Melhor Direção                                | In on It                           | Venceu    |
| 2010 | Prêmio APCA de Teatro                         | Diretor                                       | In on It                           | Indicado  |
| 2010 | Prêmio APCA de Teatro                         | Espetáculo                                    | In on It                           | Indicado  |
| 2010 | Prêmio Shell de Teatro                        | Melhor Diretor                                | In on It                           | Venceu    |
| 2012 | Festival de Cinema de Brasília                | Melhor Ator                                   | Noite de Reis                      | Venceu    |
| 2013 | Prêmio Aplauso Brasil                         | Melhor Diretor                                | À Primeira Vista                   | Indicado  |
| 2013 | Festa Internacional de Teatro de Angra        | Melhor Diretor                                | À Primeira Vista                   | Indicado  |
| 2013 | Prêmio Shell                                  | Melhor Ator                                   | Cine Monstro                       | Venceu    |
| 2013 | Prêmio Cesgranrio de Teatro                   | Melhor Ator                                   | Cine Monstro                       | Indicado  |
| 2013 | Prêmio Quem de Teatro                         | Melhor Ator de Teatro                         | Cine Monstro                       | Indicado  |
| 2013 | Prêmio APCA de Teatro                         | Melhor Ator                                   | Cine Monstro                       | Indicado  |
| 2013 | Prêmio Cenym de Teatro                        | Melhor Ator                                   | Cine Monstro                       | Indicado  |
| 2013 | Prêmio Cenym de Teatro                        | Melhor Monólogo                               | Cine Monstro                       | Venceu    |
| 2013 | Prêmio Questão de Crítica                     | Melhor Ator                                   | Cine Monstro                       | Indicado  |
| 2014 | Prêmio APTR                                   | Espetáculo                                    | Cine Monstro                       | Indicado  |
| 2014 | Prêmio APTR                                   | Direção                                       | Cine Monstro                       | Indicado  |
| 2014 | Prêmio Fiesp/Sesi-SP de Cinema                | Ator Coadjuvante                              | Noite de Reis                      | Indicado  |
| 2015 | Melhores do Ano                               | Melhor Ator de Série, Minissérie ou Seriado   | Felizes para Sempre?               | Indicado  |
| 2015 | Prêmio Contigo! de TV                         | Melhor Ator de Série ou Minissérie            | Felizes para Sempre?               | Indicado  |
| 2015 | Prêmio Extra de Televisão                     | Melhor Ator                                   | Felizes para Sempre?               | Indicado  |
| 2015 | Troféu UOL TV e Famosos                       | Melhor Ator                                   | Felizes para Sempre?               | Indicado  |
| 2016 | Prêmio Extra de Televisão                     | Melhor Ator Coadjuvante                       | Justiça                            | Indicado  |
| 2016 | Prêmio APCA de Televisão                      | Melhor Ator                                   | Justiça                            | Indicado  |
| 2016 | Troféu UOL TV e Famosos                       | Melhor Ator                                   | Justiça                            | Indicado  |
| 2016 | Prêmio Quem de Televisão                      | Melhor Ator Coadjuvante                       | Justiça                            | Indicado  |
| 2018 | Prêmio Cesgranrio de Teatro                   | Melhor Direção (com Renato Linhares)          | CérebroCoração                     | Indicado  |
| 2018 | Melhores do Ano Minha Novela                  | Melhor Ator Coadjuvante                       | Onde Nascem os Fortes              | Indicado  |
| 2019 | Grande Prêmio do Cinema Brasileiro            | Melhor Ator Coadjuvante                       | Ferrugem                           | Indicado  |
| 2020 | Prêmio Guarani de Cinema Brasileiro           | Melhor Ator Coadjuvante                       | Los Silencios                      | Indicado  |
| 2020 | Splash Awards                                 | Melhor Ator                                   | Amor de Mãe                        | Indicado  |
| 2021 | Melhores do Ano - RD1                         | Melhor Ator Coadjuvante                       | Amor de Mãe                        | Indicado  |
| 2021 | Fest Aruanda do Audiovisual Brasileiro        | Melhor Ator Coadjuvante                       | Capitu e o Capítulo                | Venceu    |
| 2022 | Festival Sesc Melhores Filmes                 | Melhor Ator Nacional                          | A Torre                            | Indicado  |
| 2023 | Prêmio Shell - RJ                             | Melhor Direção (com Márcio Abreu)             | O Espectador                       | Indicado  |
| 2023 | Prêmio ArteBlitz de Novela                    | Melhor Ator Coadjuvante                       | Mar do Sertão                      | Indicado  |
| 2024 | Melhores do Ano TV Press                      | Melhor Ator Coadjuvante                       | Renascer                           | Venceu    |
| 2025 | Prêmio Prio do Humor - SP                     | Melhor Direção (com Débora Lamm)              | Férias                             | Venceu    |
| 2025 | Prêmio Prio do Humor - SP                     | Melhor Espetáculo                             | Férias                             | Venceu    |